# Funny
Genre
Funny est un genre d'araignées aranéomorphes de la famille des Macrobunidae.

## Distribution
Les espèces de ce genre sont endémiques de Chine. Elles se rencontres au Sichuan et au Tibet.

## Liste des espèces
Selon World Spider Catalog (version 25.0, 06/03/2024) :
- Funny valentine Lin & Li, 2022
- Funny yanqing Lin & Li, 2024

## Systématique et taxinomie
Ce genre a été décrit par Lin et Li en 2022 dans les Dictynidae. Il est placé dans les Macrobunidae par Gorneau, Crews, Cala-Riquelme, Montana, Spagna, Ballarin, Almeida-Silva et Esposito en 2023.

## Publication originale
- Lin, Zhao, Koh & Li, 2022 : « Taxonomy notes on twenty-eight spider species (Arachnida: Araneae) from Asia. » Zoological Systematics, vol. 47, no 3, p. 198-270 (texte intégral).